# 日本皿柱兰
日本皿柱兰（学名：Lecanorchis japonica）为兰科皿柱兰属下的一个种。

## 扩展阅读
- 维基共享资源上的相關多媒體資源：日本皿柱兰